# 马来酰氯
马来酰氯（2(Z)-2-丁烯二酰氯）是一种有机氯化合物，化学式为C4H2Cl2O2。它可由马来酸和氯化亚砜反应制得。
它和蒽反应，可以得到9,10-二氢-9,10-乙撑蒽-11,12-甲酰氯。